# Котиледон волнистый
Котиледон волнистый (лат. Cotyledon cuneata) — вид суккулентных растений рода Котиледон (Cotyledon) семейства Толстянковые (Crassulaceae), естественно произрастающий на территории Капской провинции Южно-Африканской Республики.

## Ботаническое описание
Котиледон волнистый — небольшой, суккулентный кустарник, достигающий высоты до 50 см. Стебель толстый, окрашен в белый цвет с налетом. Листья напоминают раковины и имеют разнообразные оттенки серого и сине-серого, а также характеризуются волнистыми краями и восковым налетом по всей поверхности. Цветки оранжево-желтые.

## Таксономия
Cotyledon cuneata Thunb., первое упоминание в Prodr. Pl. Cap.: 83 (1794).

### Синонимы
Гетеротипные (основанные на разных номенклатурных типах):
- Cotyledon deasii Schönland (1915)
- Cotyledon pillansii Schönland (1907)
- Cotyledon undulata Eckl. & Zeyh. (1837), nom. illeg.